# Frances River
Frances River är ett vattendrag i Kanada.   Det ligger i territoriet Yukon, i den centrala delen av landet, 3 800 km väster om huvudstaden Ottawa.
I omgivningarna runt Frances River växer i huvudsak barrskog. Trakten runt Frances River är nära nog obefolkad, med mindre än två invånare per kvadratkilometer.